# Liepāja
Liepāja (in tedesco Libau; in yiddish ליבאווע‎?, Libave) è una città della Lettonia di 82 413 abitanti.
È un importante porto sul cordone litorale che separa il Mar Baltico dalla laguna omonima, 180 km a ovest-sud-ovest della capitale Riga.
È stata scelta per essere capitale europea della cultura nel 2027, insieme alla portoghese Évora.

## Storia
La città venne fondata dai Cavalieri Teutonici nel 1263 col nome di Libau, passò poi nel XV secolo alla Lituania, nel 1560 alla Prussia, poi successivamente alla Svezia (1701), alla Russia (1795), alla Germania (1915) ed infine alla Lettonia dal 1918. Durante la seconda guerra mondiale la città fu occupata dapprima dall'Unione Sovietica (nell'agosto 1940) e quindi dalla Germania nazista (nel giugno 1941). Tra il giugno e il dicembre 1941, l'intera popolazione ebraica della città fu sterminata con l'Olocausto in pubbliche esecuzioni ad opera di reparti speciale SS e della polizia locale (massacro di Liepāja). Nel 1945 la città tornò sotto il controllo sovietico fino al 1990-91, quando la Lettonia riconquistò la propria indipendenza, aderendo quindi all'Unione europea il 1º maggio 2004.

## Cultura

### Monumenti e luoghi d'interesse
- Cattedrale cattolica di San Giuseppe
- Cattedrale luterana della Santissima Trinità
- Cattedrale ortodossa di San Nicola
- Orchestra Sinfonica Liepaja

## Economia
Liepāja è nota per le industrie siderurgiche, cantieristiche, alimentari e del legno.

## Sport

### Calcio
La principale società di calcio della città è il Futbola klubs Liepāja, erede del dissolto Metalurgs Liepāja.
Ha dato i natali al campione NBA 2024 con i Boston Celtics Kristaps Porziņģis.

## Galleria d'immagini

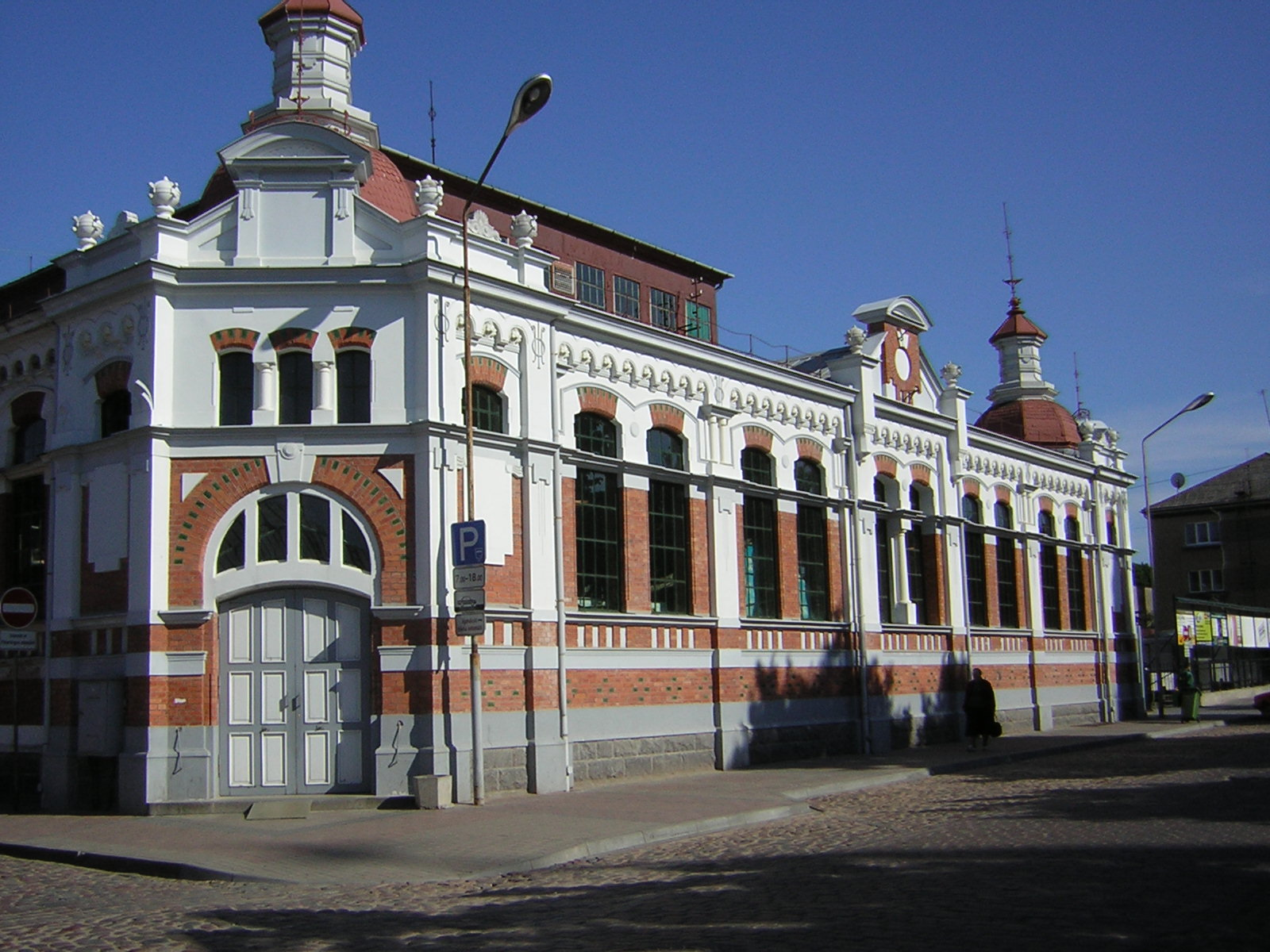
Pētertirgus
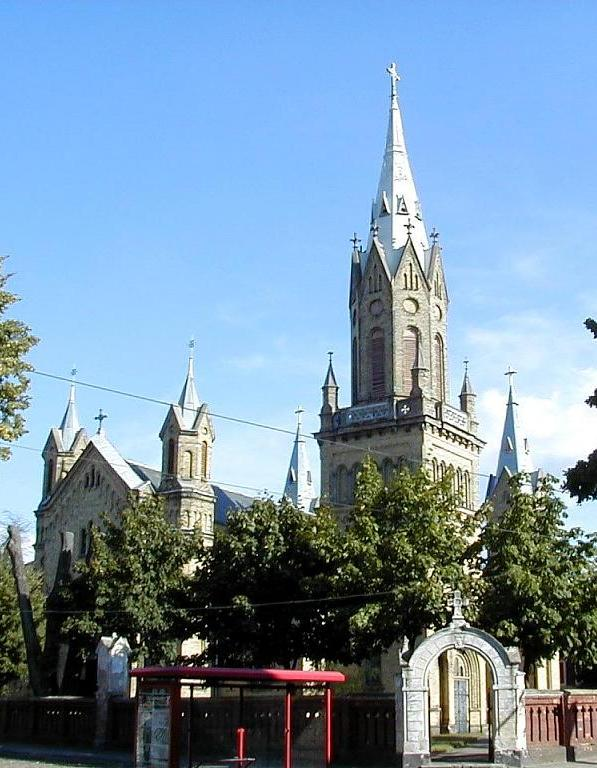
Cattedrale cattolica di San Giuseppe
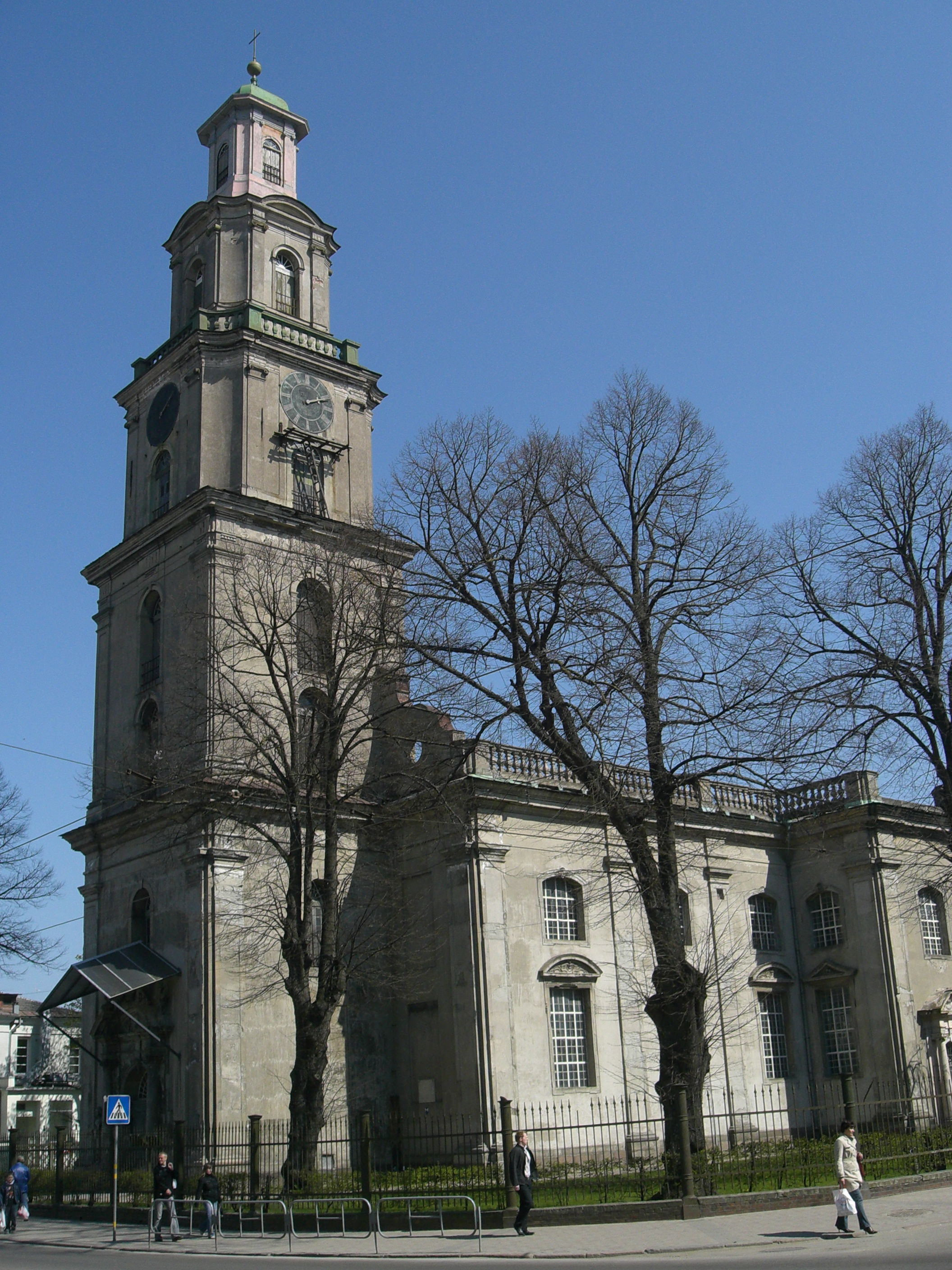
Cattedrale luterana della Santissima Trinità
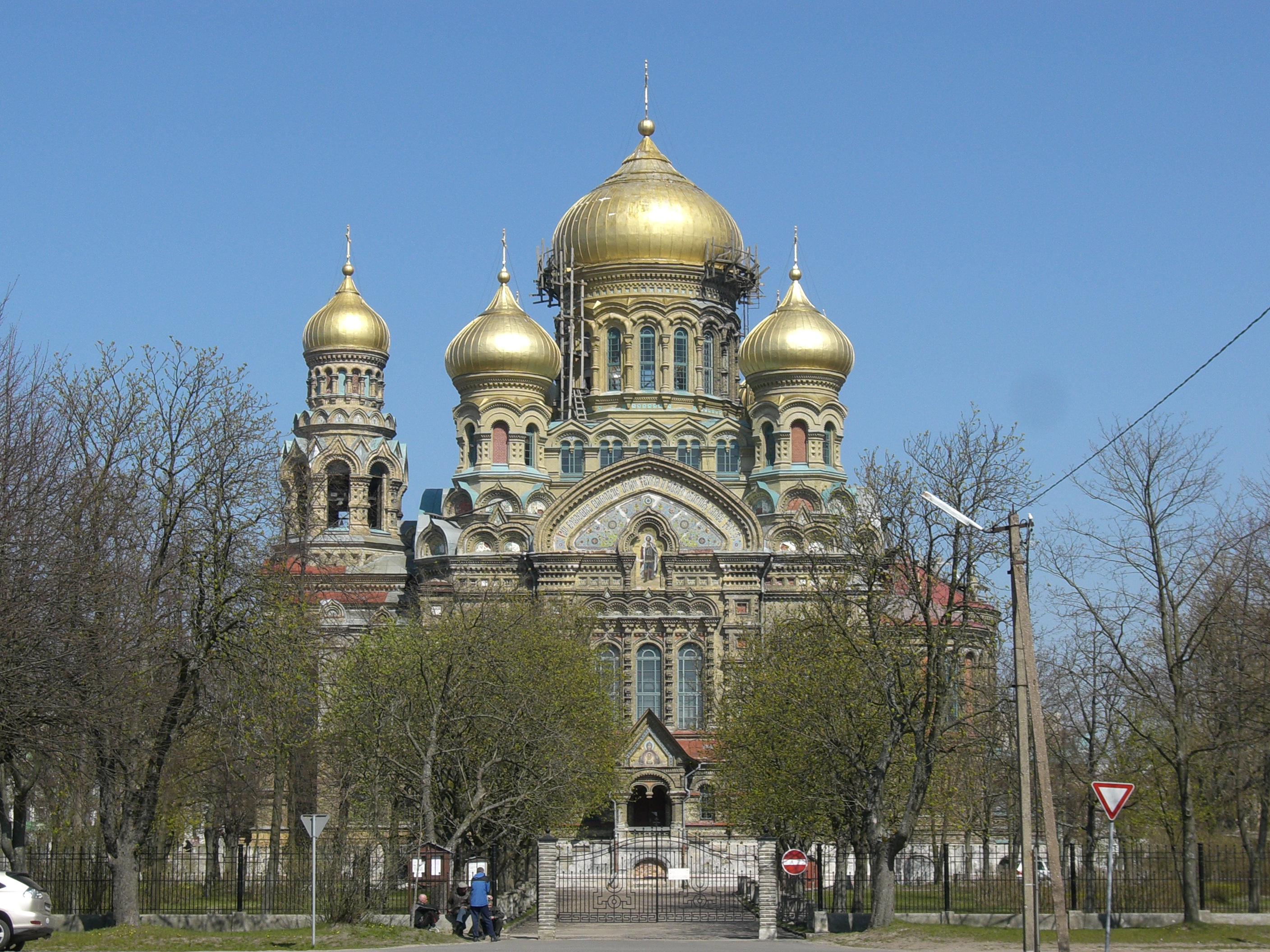
Cattedrale ortodossa di San Nicola
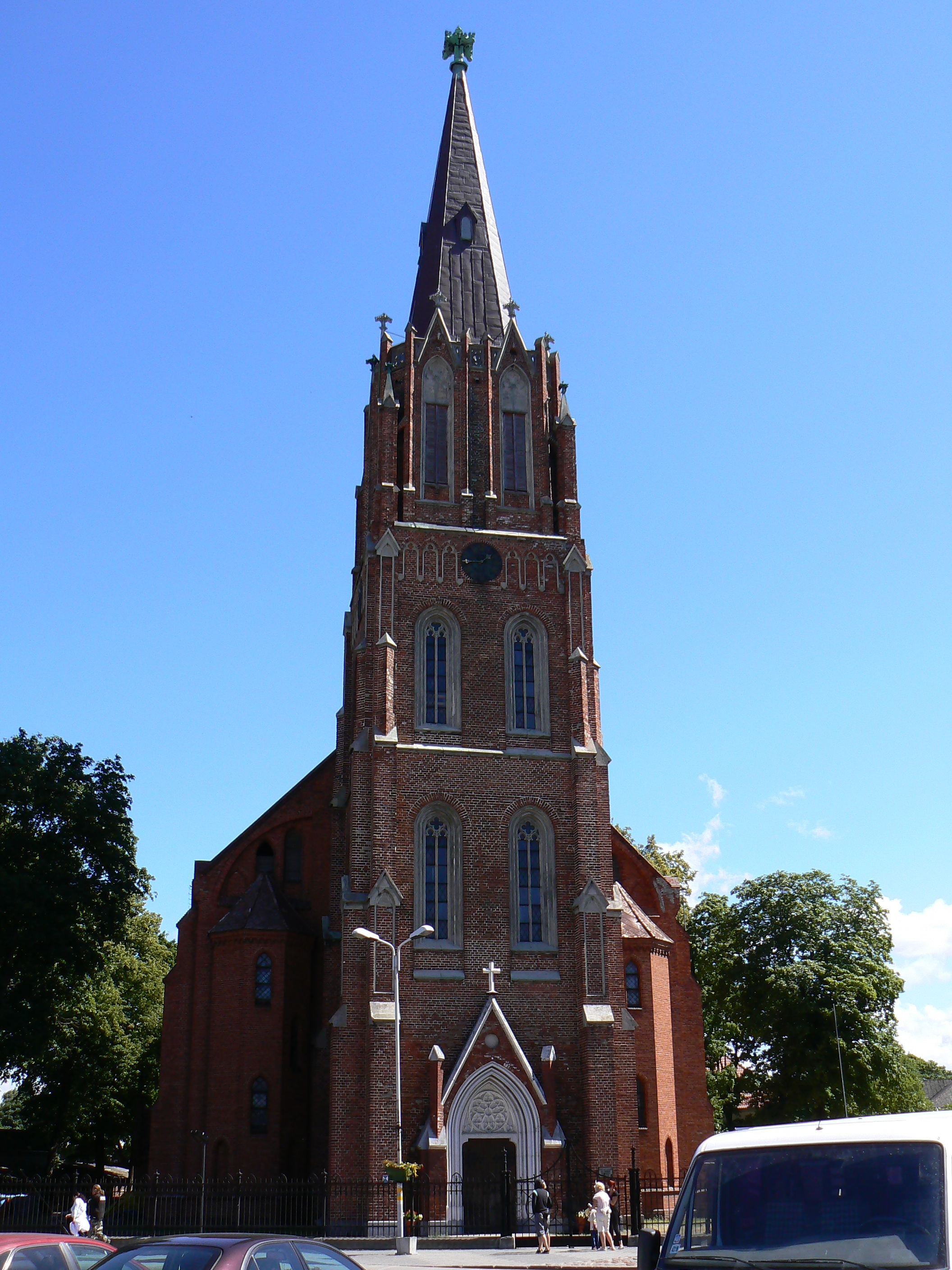
Chiesa di Sant'Anna
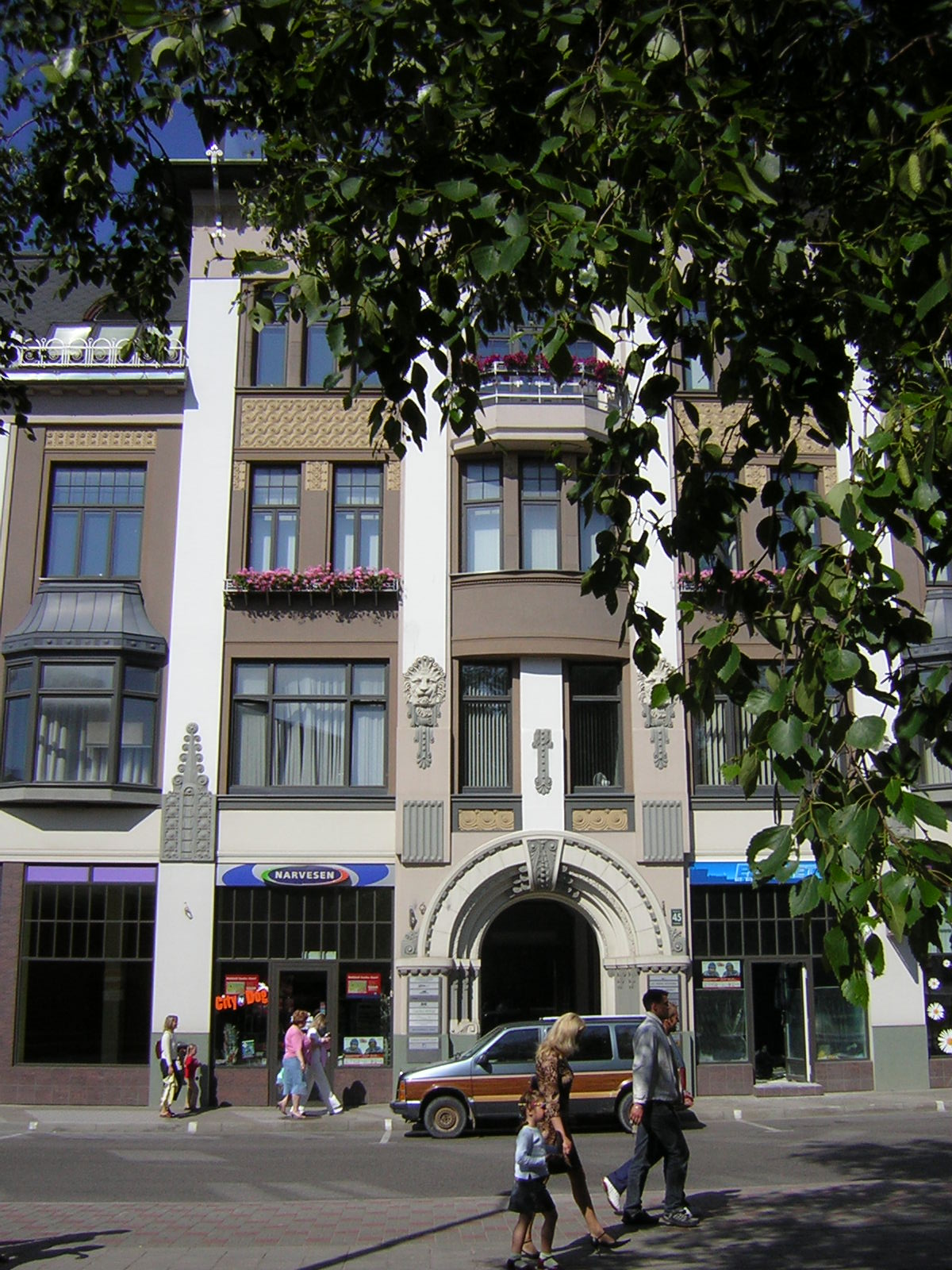
Edificio in Art Nouveau nel centro della città
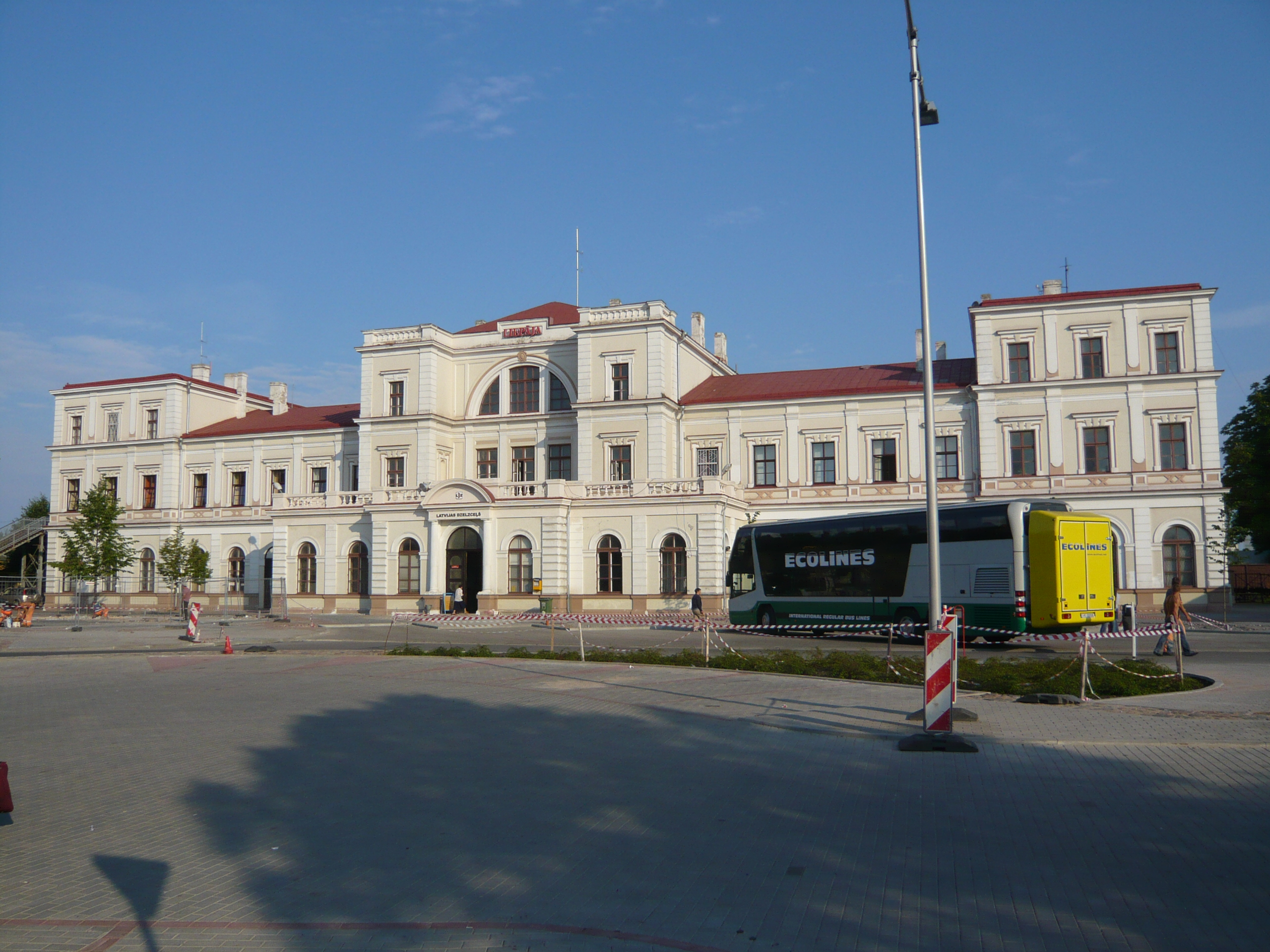
Stazione ferroviaria